# Nona Sinfonia de Beethoven CD-ROM
Nona Sinfonia de Beethoven CD-ROM foi um dos primeiros títulos a acoplar num compact disc de um computador com um CD de áudio. Este título, um companheiro para a Sinfonia No. 9 de Beethoven, foi desenvolvida em 1989 pela Companhia Voyager com o HyperCard na Apple Computer's, usando uma faixa de áudio personalizada XCMDs desenvolvida na Voyager. O instrutor líder e voz criativa foi do instrutor de músicas da UCLA, Robert Winter.
A Nona Sinfonia de Beethoven, oferecia uma imagem preta e branca em uma tela de resolução 512×342, oferecendo um som estéreo 44 kHz controlando um CD de áudio que estava disponível em um reprodutor de CD-ROM.
Historicamente, a Nona Sinfonia de Beethoven foi importante, pois foi um dos primeiros exemplos de mídia interativa que chegou ao mercado consumidos, antes da popularização da Internet ou dos DVDs.